# Phelsuma borbonica
Phelsuma borbonica är en ödleart som beskrevs av  Mertens 1942. Phelsuma borbonica ingår i släktet Phelsuma och familjen geckoödlor.

## Underarter
Arten delas in i följande underarter:
- P. b. mater
- P. b. agalegae
- P. b. borbonica